# Kikuko Inoue

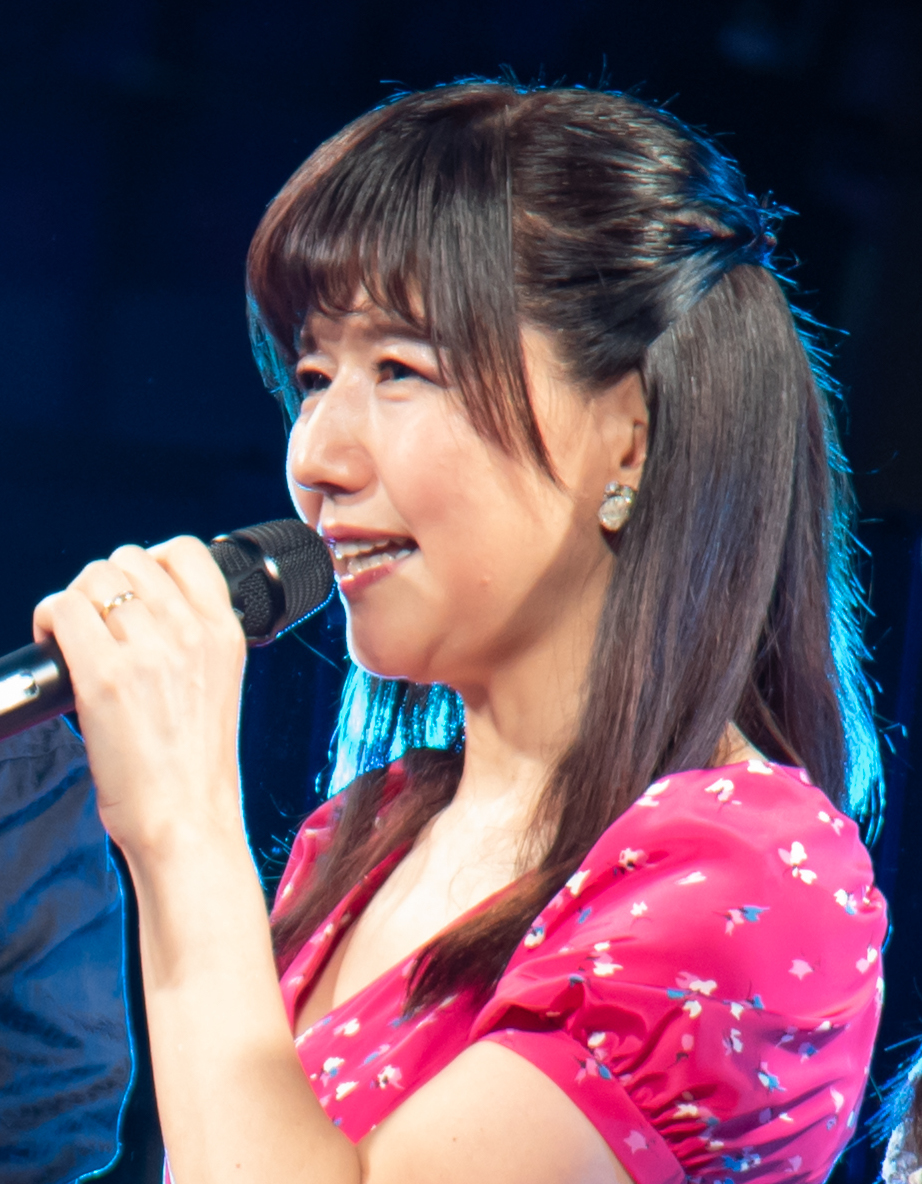
Kikuko Inoue in 2018

Kikuko Inoue (井上 喜久子, Inoue Kikuko, Yokosuka, 25 september 1964 als 井之上 喜久子 (wordt hetzelfde uitgesproken)) is een Japans stemactrice en zangeres. In het verleden maakte ze deel uit van de zanggroepen DoCo en Goddess Family Club. Ze is de oprichter en manager van een nasyncronisatiebedrijf genaamd Office Anemone. Inoue speelt meestal moederlijke rollen of personages die de ideale vriendin voorstellen. Ook speelt ze  provocatieve en zwoele rollen.

## Carrière
Inoue's stemrollen zijn meestal vrouwelijke personages die respectvol, terughoudend, volwassen of huiselijk van aard zijn. Twee voorbeelden van zulke rollen zijn Belldandy uit Ah! My Goddess! of Kasumi Tendo uit Ranma ½. Ook speelt ze Rune Venus in El-Hazard en Kazami Mizuho in Please Teacher!. Voorbeelden van meer zwoele personages zijn Corvette uit Idol Project, een verpleegster in de erotische reeks Ogenki Clinic en Lust in Fullmetal Alchemist: Brotherhood. Heel af en toe speelt ze mannelijke rollen zoals Tsubasa Oozora uit Captain Tsubasa.
In 2007 nam Inoue deel aan de Animazement animeconventie in Durham, waar ze handtekeningen uitdeelde en een Q&A sessie hield.
Op de vierde editie van de Seiyu Awards won Inoue de prijs voor beste stemactrice in een bijrol. In 2016 won ze op de tiende editie de Kazue Takahashi prijs.

## Privéleven
Inoue is getrouwd en heeft een dochter genaamd Honoka Inoue. Honoka is eveneens een stemactrice en zangeres.
- Biblioteca Nacional de España: XX4824661
- Bibliothèque nationale de France: cb14464785r (data)
- International Standard Name Identifier: 0000 0003 7589 8735
- Library of Congress Control Number: no2006020538
- MusicBrainz: 2bc63794-5802-4e52-80ac-55a8a26d7ac3
- Virtual International Authority File: 166137856
- WorldCat: E39PBJjd8P4CWdwvX6VKQTrrMP